# Tobias Bredohl
Tobias Bredohl (* 1. Juni 1974 in Münster) ist ein deutscher Pianist und Kirchenmusiker. Er lebt in Kaarst.

## Ausbildung
Im Jahre 1981 erhielt er seinen ersten Klavierunterricht. Ab 1988 war er Privatschüler bei Gregor Weichert und erhielt Kompositions- und Theorieunterricht bei  Harald Höfer.
Nach dem Abitur 1994 begann er sein Studium an der Hochschule für Musik Detmold Abt. Münster, bei Gregor Weichert. 1999 legte er die Künstlerische Reifeprüfung ab. Sein Konzertexamen absolvierte er 2003.

## Wirken
Seit 1995 gastiert Tobias Bredohl solistisch in ganz Europa.
Er trat mit der Kammerphilharmonie Amadé und dem Staatsorchester Decin (Tschechien) sowie mit zahlreichen weiteren namhaften Orchestern auf. 2000 war er Gast beim Internationalen Sommerfestival in Ceský Krumlov (Tschechien). Als Kammermusiker arbeitet er immer wieder mit dem Streichquartett der Bochumer Symphoniker zusammen. Im Jahr 2002 hatte er die musikalische Leitung des Musicals Emil am Hamburger Operettenhaus.
Neben seiner Tätigkeit als Pianist arbeitet er als Kirchenmusiker und Chorleiter. Von 2009 bis 2014 war Bredohl Lehrbeauftragter an der Robert Schumann Hochschule Düsseldorf, der er nun als Lehrkraft für besondere Aufgaben angehört.
Zwischen dem 20. und 27. Mai 2018 trat er beim 11. Internationalen Kammermusikfestival auf Schloss Cappenberg bei Lünen auf. Die künstlerische Leitung hatte die Violinistin Mirijam Contzen.

## Preise und Auszeichnungen
Bredohl erhielt für sein künstlerisches Schaffen mehrere Anerkennungen. In seiner Jugendzeit erhielt er beim Wettbewerb Jugend musiziert in der Zeit von 1985 bis 1992 Preise auf allen Ebenen im Bereich Klavier. Außerdem erhielt er:
- 2003 	2. Preis beim Wartburg-Klavierwettbewerb Eisenach
- 2000 	3. Preis beim Internationalen Klavierwettbewerb Premio F. Durante Napoli/Italien
- 1999 	GWK (Gesellschaft zur Förderung der Westfälischen Kulturarbeit) Förderpreis Musik[1]
- 1997 	Preisträger beim Internationalen Schubert-Wettbewerb Dortmund
- 1994 	2. Preis beim Internationalen Klavierwettbewerb in Karlsbad/Tschechien

## CD-Einspielungen
„Heimat“ – Ersteinspielungen von Werken Stefan Heuckes und Leoš Janáčeks im Duo mit dem Akkordeonisten Marko Kassl (2008)